# Tour du Limousin 2007
Die 40. Tour du Limousin fand vom 21. bis 24. August 2007 statt. Das Radrennen wurde in vier Etappen über eine Distanz von 719,8 Kilometern ausgetragen. Es zählt zur UCI Europe Tour 2007 und ist in die Kategorie 2.1 eingestuft.

## Etappen
| Etappe    | Tag        | Start – Ziel                     | km    | Etappensieger    | Führender        |
| --------- | ---------- | -------------------------------- | ----- | ---------------- | ---------------- |
| 1. Etappe | 21. August | Limoges – La Souterraine         | 160,8 | Philippe Gilbert | Philippe Gilbert |
| 2. Etappe | 22. August | Droux – Uzerche                  | 187,4 | Pierre Rolland   | Pierrick Fédrigo |
| 3. Etappe | 23. August | Abjat-sur-Bandiat – Rochechouart | 186,8 | Lilian Jégou     | Pierrick Fédrigo |
| 4. Etappe | 24. August | Rochechouart – Limoges           | 184,8 | Alexandre Usov   | Pierrick Fédrigo |